# 무속음악
무속 음악(巫俗音樂) 일반적으로 굿이라고 불리는 한국의 토속신앙의식에서 쓰이는 음악을 말한다. 넓은 의미로는 무당의 굿음악, 판수의 독경 소리, 걸립패와 초라니패의 고사 소리를 모두 포함하지만 좁은 의미로는 무당의 굿에 쓰이는 음악만을 가리킨다. 한국의 중부 이남에서는 세습무인 단골 무당의 음악을 가리키고 중부 이북에서는 강신무인 음악을 가리킨다. 무속음악을 연주할 때 무당은 굿청에 차린 젯상 앞에서 무가를 부르며 무무를 춘다. 양중 혹은 화랑이라 불리는 무악기 연주자와 기타 조무들은 무속 기악곡을 연주하거나 무당이 부르는 무가와 무무에 대한 반주를 한다. 장구를 치는 사람이나 조무는 무가가락에 대한 바라지를 응창식으로 혹은 대가락식으로 부른다.

## 같이 보기
- 사물놀이